# 斯里蘭卡中部高地

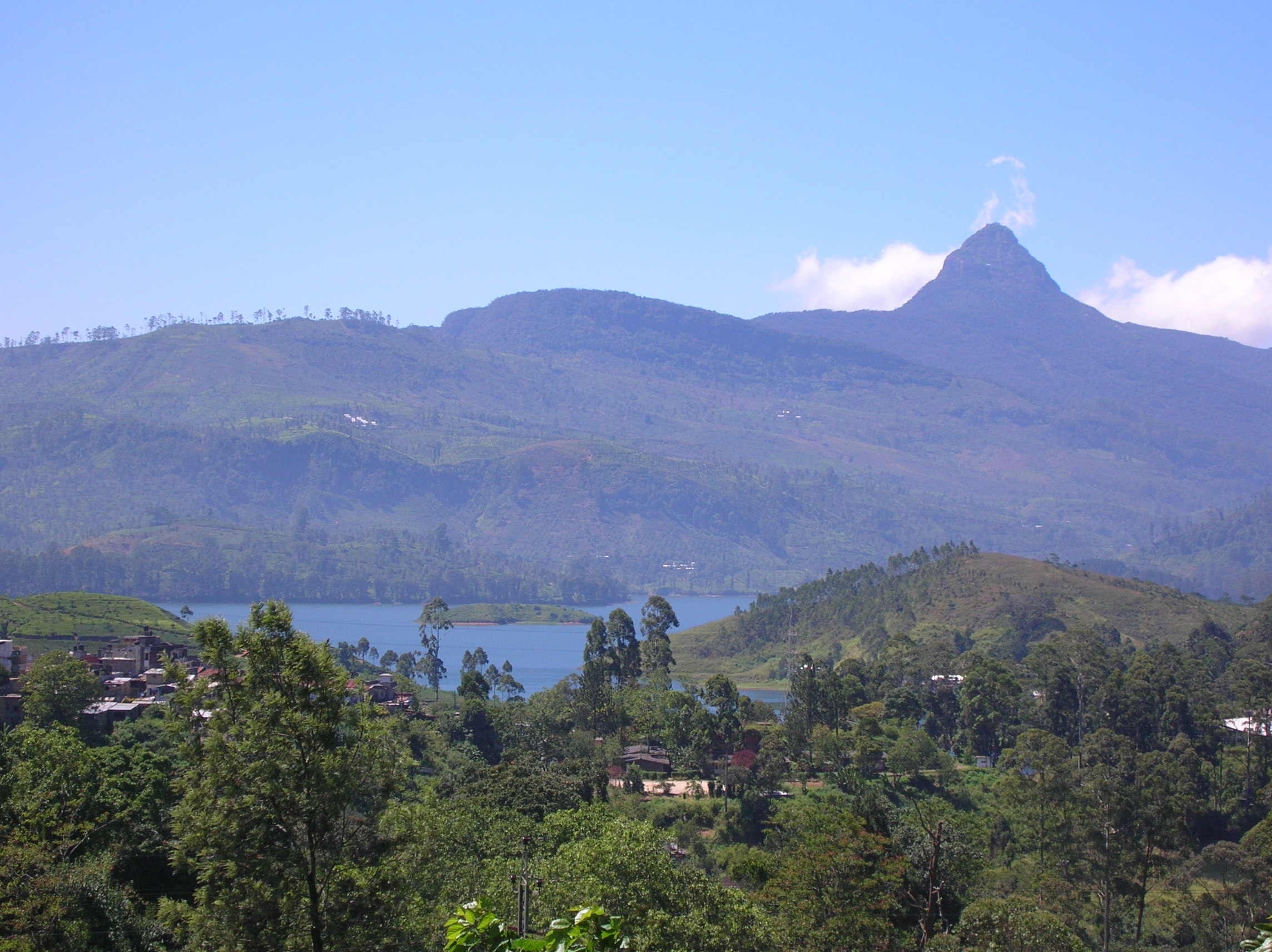
位於斯里蘭卡中部高地的亚当峰

斯里蘭卡中部高地（Central Highlands of Sri Lanka）位於斯里蘭卡中南部，由霍顿平原国家公园、一個原野保護區和一個保育林組成。最高海拔達2,500公尺。有紫臉葉猴、蜂猴、豹等珍稀動物。
2010年7月30日以自然遺產的類別被納入世界遺產名錄。